# New Straits Times
Il New Straits Times è un quotidiano in lingua inglese pubblicato in Malaysia. È il giornale più antico della Malaysia ancora in stampa (sebbene non il primo) essendo stato fondato come The Straits Times nel 1845 e ribattezzato New Straits Times nel 1974. Il giornale è stato l'unico quotidiano in lingua inglese in formato broadsheet della Malaysia.
Seguendo l'esempio dei giornali britannici The Times e The Independent, la testata è passata al formato tabloid il 1º settembre 2004 e dal 18 aprile 2005 il giornale è stato pubblicato solo in questo formato, dopo circa 160 anni di pubblicazione in formato broadsheet.
Il New Straits Times è stampato dalla New Straits Times Press, che ha anche prodotto il quotidiano pomeridiano in lingua inglese The Malay Mail, fino al 1º gennaio 2008, nonché giornali in lingua malese assortiti, tra cui Berita Harian e Harian Metro. New Straits Times Press fa parte del gruppo di società Media Prima.
Dal 2 gennaio 2019, il direttore del giornale è Rashid Yusof.